# Euphorbia rectirama
Euphorbia rectirama är en törelväxtart som beskrevs av Nicholas Edward Brown. Euphorbia rectirama ingår i släktet törlar, och familjen törelväxter. Inga underarter finns listade i Catalogue of Life.